# Черёмушкинский сельсовет (Курганская область)
Черемушкинский сельсовет — упразднённые сельское поселение и соответствующая административно-территориальная единица в Лебяжьевском районе Курганской области Российской Федерации.
Административный центр — село Черемушки.

## История
Статус и границы сельского поселения установлены Законом Курганской области от 4 ноября 2004 года № 723 «Об установлении границ муниципального образования Черемушкинского сельсовета, входящего в состав муниципального образования Лебяжьевского района».
10 декабря 2020 года Черемушкинский сельсовет упразднён в связи с преобразованием Лебяжьевского муниципального района в муниципальный округ.

## Население
| 1989 | 2002 | 2004 | 2010 | 2012 | 2013 | 2014 |
| ---- | ---- | ---- | ---- | ---- | ---- | ---- |
| 1476 | ↘769 | ↘692 | ↘501 | ↘469 | ↘434 | ↘421 |
| 2015 | 2016 | 2017 | 2018 | 2019 | 2020 |      |
| ↘406 | ↘396 | ↘383 | ↗384 | ↘363 | ↘347 |      |

## Состав сельского поселения
| № | Населённый пункт | Тип населённого пункта       | Население |
| - | ---------------- | ---------------------------- | --------- |
| 1 | Чаешное          | деревня                      | ↘43       |
| 2 | Черемушки        | село, административный центр | ↘413      |
| 3 | Черешково        | деревня                      | ↘45       |